# ピードモント・トライアド国際空港
ピードモント・トライアド国際空港（ピードモント・トライアドこくさいくうこう、英語：Piedmont Triad International Airport, IATA：GSO, ICAO：KGSO, FAA：GSO、一般にはPTIと言われる）とは、アメリカ合衆国ノースカロライナ州ギルフォード郡のピードモント・トライアド地域全体やグリーンズボロ、ハイポイント、ウィンストン・セーラムの3市を母都市としている空港である。同空港は、ブライアン・ブールバールのすぐ近くに位置し、1,526ヘクタールの敷地と3本の滑走路を有する。ノースカロライナ州にて3番目に旅客の多い空港であり、1日当たりの平均発着回数は280回である。所有者および運用者はピードモント・トライアド空港当局である。
この空港は2011年〜2015年の統合空港システムの国家計画に含まれ、年間の搭乗回数が1万回以上であることから「主要民間サービス空港」に分類した。
2017年12月には「セントラル・ノースカロライナ国際空港」への改名案が通過し、2018年1月1日に改称が有効になる予定であった。しかし世論の反対のため、改称は保留となっている。
2019年3月30日現在、1日当たりの平均航空機運用数は246回であり、37%がゼネラル・アビエーション、33%がエアタクシー、28%が定期便の民間航空、2%が軍用機となっている。86機の機材がこの空港を拠点にしており、内訳は単発機67機、複発機11機、ジェット機8機である。

## 歴史
1927年、3市空港委員会がフレンドシップ地域付近の45ヘクタールの土地を飛行場用地に選定した。連邦議会がニューヨーク・ニューオーリンズ間の航空郵便輸送を決定したため、委員会は飛行場が中継地のひとつになるよう要請した。レーシングパイロットのロスコー・ターナーは、飛行場の立地を「南部で最高の着陸地」と評した。ウィンストン・セイラム市は別の飛行場用地を推していたため、トライアド飛行場建設のための資金提供を拒否した。このため、3市共同飛行場の構想は挫折した。
グリーンズボロとギルフォード郡は、ポール・リンドレーとヘレン・リンドレーからフレンドシップの地所を合同で購入し、12,000人が立ち会うなか、1927年5月にリンドレー飛行場（Lindley Field）と命名された。当初の飛行場には滑走路や信号灯、格納庫、旅客ターミナルなどは無かった。チャールズ・リンドバーグはその全国ツアーにてスピリットオブセントルイス号で同飛行場に立ち寄り、同年10月14日に飛行機利用の発展を祝福した。定期郵便サービスは翌年に始まった。
アメリカで2番目となる公式な航空郵便路線を飛ばす契約を与えられたピトケアン・アビエーションは、1928年5月1日のノースカロライナにてその最初の配達を開始した。シド・マロイ（Sid Malloy）というパイロットが2つの郵便袋とともに着陸し、3つの袋のがアトランタに送られた。世界恐慌の間における短い閉鎖の後、1937年5月17日に2本の全天候型滑走路を備えた空港が再稼働した。やがて、ピトケアン・アビエーションが格納庫を、グリーンズボロが旅客ターミナルを、アメリカ政府が気象局を、同商務省が無線塔を設置した。旅客サービスは、1930年11月6日にディキシー・フライング・サービス（Dixie Flying Service）によりワシントンD.C.への路線が開設されていた。ピトケアン・アビエーションは、イースタン・エア・トランスポートという新名称のもとでその路線を引き継ぎ、後のイースタン航空となった。

新ターミナル施設はレイノルズ・スミス・アンド・ヒルズとAHM建設の設計によって、1982年に完成した。その翌年には、マリオット・インターナショナルが空港の地所に1600万ドルを費やし300部屋のホテルを開業した。1987年には、ピードモント・トライアド国際空港に改名した。
TIMCOアビエーション・サービス（現・香港エアクラフト・エンジニアリング）は1990年にピードモント・トライアドに本部を開設し、世界最大級の独立した航空機保全・修理・整備業者に成長した。1993年にはコンチネンタル・ライトが拠点を設けたが、1995年までにはそれが親会社のコンチネンタル航空の1億4,000万ドルの損失となり、同社はピードモント・トライアドでのハブ運用を停止した。
2003年になるとフェデックスが中部大西洋のハブを開設し、2006年にはホンダ エアクラフト カンパニーがそのグローバル本部として同空港を選定した。
2019年4月には新たな管制塔の建設が始まり、2022年の運用開始が計画されている。これは管制官のための550平方フィートの管制室とともに、180フィートの高さの塔が特徴とされる。基底部は15,650平方フィートになり、新しい進入・ターミナルレーダー管制設備を内包する。

## 就航航空会社

### 旅客便
| 航空会社                   | 就航地 | 出典   |
| -------------------------- | --- | ------ |
| アレジアント・エア         | オーランド・サンフォード, クリアウォーター 季節運航: ナッシュビル                                                    | [ 15 ] |
| アメリカン航空             | シャーロット, ダラス/フォートワース                                                                                  | [ 16 ] |
| アメリカン・イーグル       | シャーロット, シカゴ/ORD, ダラス/フォートワース, マイアミ, ニューヨーク/LGA, フィラデルフィア, ワシントン/ナショナル | [ 16 ] |
| デルタ航空                 | アトランタ | [ 17 ] |
| デルタ・コネクション       | デトロイト, ニューヨーク/LGA                                                                                         | [ 17 ] |
| スピリット航空             | フォートローダーデール, オーランド                                                                                   | [ 19 ] |
| ユナイテッド・エクスプレス | シカゴ/ORD, ニューアーク, ワシントン/ダレス, デンバー                                                                | [ 20 ] |

### 貨物便
| 航空会社                           | 就航地 |
| ---------------------------------- | --- |
| アエロナヴェス TSM                 | ラレド 季節運航: モンテレイ, ケレタロ, サルティーヨ, シュリーブポート, トレド, ウィンザー |
| アロハエアカーゴ                   | オンタリオ, タルサ |
| アジア・パシフィック・エアラインズ | 季節運航: オンタリオ |
| DHLアビエーション                  | シンシナティ, マイアミ, リッチモンド |
| フェデックス・エクスプレス         | アトランタ, ボストン, チャールストン, シャーロット, クリーブランド, ダラス・フォートワース, シカゴ, コロンビア, フォートローダーデール, フォートワース, グリーンビル・スパータンバーグ, ハリスバーグ, インディアナポリス, ジャクソンビル, ルイビル, ロサンゼルス, マンチェスター, メンフィス, ミネアポリス=セントポール, ナッシュビル, ニューアーク, ピッツバーグ, ローリー・ダーラム, ロアノーク, サバンナ, ニューバーグ, オーランド, フィラデルフィア, タンパ, トロント |
| フェデックス・フィーダー           | コロンビア, グリーンビル・スパータンバーグ, ウィルミントン |
| クエスト・ダイアグノスティクス     | チャタヌーガ, ディカーブ・ピーチツリー, グイネット, ノックスビル, マナサス, トライシティズ |
| iAeroエアウェイズ                  | オンタリオ, サンアントニオ, タルサ |
| UPS航空                            | クリーブランド, ルイビル, オーランド, ローリー・ダーラム, ロアノーク |

| 旅客便就航都市 |
| --- |
| ピードモント・トライアドアトランタダラス・フォートワースオーランド・サンフォード クリアウォーターニューヨーク・ラガーディアマイアミオーランドシカゴニューアークナッシュビルフィラデルフィアデトロイトワシントン・ダレスシャーロットワシントン・ナショナルフォートローダーデール ピードモント・トライアド国際空港からの就航地 · (赤) = 通年運航 · (緑) = 季節運航 |

## 統計
| 順位 | 行先                   | 旅客数  | 航空会社                  |
| ---- | ---------------------- | ------- | ------------------------- |
| 1    | アトランタ             | 146,090 | デルタ航空                |
| 2    | シャーロット           | 104,180 | アメリカン航空            |
| 3    | シカゴ                 | 38,810  | アメリカン / ユナイテッド |
| 4    | ダラス・フォートワース | 38,590  | アメリカン航空            |
| 5    | ニューヨーク           | 34,020  | アメリカン / デルタ       |
| 6    | フィラデルフィア       | 24,500  | アメリカン航空            |
| 7    | ニューアーク           | 20,480  | ユナイテッド航空          |
| 8    | ワシントン             | 19,180  | ユナイテッド航空          |
| 9    | デトロイト             | 18,380  | デルタ航空                |
| 10   | オーランド             | 16,070  | スピリット航空            |

## 事件・事故
- 1962年2月4日、アメリカ空軍のC-47が離陸後、高度150から200フィートに上昇して左へ落下し、回転して炎上した。搭乗者7名全員が死亡した[22]。
- 1989年8月2日、ピードモント航空1489便（ボーイング737-400）が着陸装置の不具合を報告し、シャーロット国際空港へ向かう途上でピードモントにダイバートした。報告によれば、前日夜に車輪格納部に車輪止めが残されたため展開に失敗した。機体は車輪を1つ上げた状態で着陸した[23][24]。
- 1996年12月22日、エアボーン・エクスプレス（英語版）827便（ダグラスDC-8-63F）が試験飛行のためグリーンズボロを離陸し同空港に着陸しようとしていたが、失速試験に失敗して墜落し、搭乗者6名全員が死亡した[25]（詳細はエアボーン・エクスプレス827便墜落事故（英語版）を参照）。
- 2000年8月8日、グリーンズボロを離陸したエアトラン航空913便（マクドネル・ダグラス DC-9）が操縦室内の発煙を報告し、コックピットの計器と機外の目視能力が制限されたが、緊急着陸に成功した。機体は直ちに停止し、誘導路上で緊急避難が実行された[26]。
- 2008年5月8日、EF2クラスの竜巻が空港を襲った際、フェデックス・フィーダーが保有する、2機のATR 42-320（N904FX[27]とN905FX[28]）が大破した。竜巻直撃時に両機は駐機されており、1機は水路へ。もう1機はフェンスに飛ばされた[29][30]。
- 2021年3月、空港上空を飛行している無人航空機が発見され2時間の混乱を引き起こしたが、連邦捜査局は操縦者を見つけられなかった[31]。